# Matt Pini
Pour les articles homonymes, voir Pini.
Pas d'image ? Cliquez ici

a Compétitions nationales et continentales officielles uniquement.

b Matchs officiels uniquement.
 Matthew Pini  (né à Canberra, le 21 mars 1969), est un ancien joueur de rugby à XV qui a joué avec l'équipe d'Australie et avec l'équipe d'Italie. Il évoluait au poste d'arrière.

## Carrière

### En club
- Queensland Rugby Union 1990-1996
- Richmond FC  Angleterre 1997-1998
- RC Narbonne  France 1999-2000
- Rugby Rome  Italie 2000
- Newport RFC  Pays de Galles 2000-2003

Quand il signe à Newport en 2000, il décide de lui-même de mettre fin à sa carrière internationale.

### Avec l'Australie
Il a eu sa première sélection avec l'équipe d'Australie le 5 juin 1994 contre l'Irlande. Son dernier test match fut contre la Roumanie  le 3 juin 1995.
Il a disputé deux matchs de la coupe du monde de 1995.

### Avec l'Italie
Il a eu sa première sélection avec l'Italie le 18 novembre 1998, son dernier test match fut contre la France  le 1er avril 2000.

## Équipe nationale
- 8 sélections pour l'Équipe d'Australie de rugby à XV.
- 2 essais
- 10 points
- Sélections par année : 4 en 1994, 4 en 1995.
- Coupe du monde de rugby disputée : 1995 (2 matchs, 1 comme titulaire).

- 12 sélections pour l'Équipe d'Italie de rugby à XV.
- 2 essais
- 10 points
- Sélections par année : 2 en 1998, 6 en 1999, 4 en 2000.
- Coupe du monde de rugby disputée : 1999 (3 matchs, 3 comme titulaire).